# Сульмувек
Сульмувек (пол. Sulmówek) — село в Польщі, у гміні Ґощанув Серадзького повіту Лодзинського воєводства.
Населення — 96 осіб (2011).
У 1975-1998 роках село належало до Серадзького воєводства.

## Демографія
Демографічна структура станом на 31 березня 2011 року:
|          | Загалом | Допрацездатний вік | Працездатний вік | Постпрацездатний вік |
| -------- | ------- | ------------------ | ---------------- | -------------------- |
| Чоловіки | 54      | 17                 | 27               | 10                   |
| Жінки    | 42      | 12                 | 21               | 9                    |
| Разом    | 96      | 29                 | 48               | 19                   |